# Театрален музей в дворцовия театър
Театралният музей в дворцов театър се намира в манежа в Кристиансборг на остров Слотсхолмен, Копенхаген, Дания.
Основан е през 1912 г., като частна трупа от театрални ентусиасти. Под ръководството на Робърт Неииендам (1880 – 1966), театралния музей е преместен през 1922 г. в стария дворцов театър.
Музеят събира основно информация относно датската театрална история, като има за цел да документира историята на професионалния театър, посредством събиране на снимки, писма, костюми и модели на театри. Дворцовият театър е част от музейната експозиция в Кристиансборг, след отварянето за свободен достъп до трите театрални сгради.
Аудиторията е използвана за различни събития, като литературни четения, лекции, концерти и малки гостуващи постановки. Телевизионни програми, като Det Nye Talkshow – med Anders Lund Madsen се излъчват на живо от дворцовия театър.